# СберЗвук
«СберЗвук» (раніше Zvooq, стилізоване під Zvuk; рос. Звук) — музичний стрімінговий сервіс, що дозволяє слухати музику, подкасти та аудіокниги. Від 2020 року належить російському фінансовому конгломерату і найбільшому у Росії банку Сбербанк.

## Історія
Музичний сервіс Zvooq був заснований 1 січня 2011 року Олексієм Остроуховим. На початку існування сервіс значився як легальний, але надходили скарги на присутність треків, про які сервіс не домовлявся з правовласниками. У листопаді того ж року сервіс запустив інтеграцію із соціальною мережею Facebook. У липні 2014 року холдинг Dream Industries заявив, що займеться продажем аудіореклами. Для цього була заснована окрема компанія під назвою Unisound. Впровадження аудіореклами в сервіс Zvooq було призначено на серпень того ж року.
11 жовтня 2013 року сервіс випустив мобільний додаток під назвою Fonoteka, а наприкінці червня 2014 року вийшов другий додаток сервісу під назвою Zvooq, який пізніше зайняв першу сходинку в рейтингу App Store.
У серпні 2014 року Zvooq привернув 20 000 000 дол. на інтеграцію з іншими продуктами. Інвесторами стали приватний російський онлайн-рітейлер Юлмарт і фінський інвестфонд Essedel Capital.
У вересні 2015 року Zvooq уклав контракт із звукозаписною компанією Sony Music. Заключення цього контракту зробило сервіс першим і єдиним повністю ліцензованим російським незалежним музичним сервісом. Роком пізніше, в червні, музичний сервіс Zvooq уклав ще один контракт з мобільним оператором Tele2. В рамках угоди всі абоненти оператора отримували безкоштовну пробну підписку на Zvooq.
У серпні 2016 року сервіс Shazam уклав партнерство з Zvooq. За умовами контракту, користувачі Shazam могли безкоштовно слухати розпізнані сервісом треки через функцію «Слухати на Zvooq».
23 вересня 2020 року Сбербанк придбав російський незалежний музичний сервіс Zvooq. Станом на 2020 рік число зареєстрованих користувачів сервісу перевищує 6 000 000.
За підсумками операції Сбербанк отримав 100 % акцій сервісу Zvooq. Генеральним директором сервісу був знову призначений Михайло Іллічов, який займав цю посаду з 2014 по 2017 роки. Ігор Мухін, який займав цю посаду з 2 березня 2018 року по вересень 2020 року, залишився в команді компанії. За словами Михайла Іллічова, після укладення угоди середня кількість користувачів сервісу за 30 днів зросла майже в два рази. Приблизно в стільки ж разів збільшилася кількість установок додатка.
8 грудня 2020 року український мобільний оператор Київстар повідомив що з 15 грудня цього ж року підключення послуги «Звук+» буде припинено, а з 23 дана послуга, що дозволяла користуватися сервісом без тарифікації трафіку мобільного Інтернету буде закрита.

## Відгуки
Олексій Подболотов, автор статті, опублікованій на сайті Mobile Review.com, зазначив, що всі пісні сервісу Zvooq відмінно розсортовані, згадавши при цьому, що «тут хороша база російської музики, а ось із зарубіжною ситуація сумна», аргументувавши свою позицію тим, що нові релізи зарубіжної музики або затримуються, або зовсім не виходять.

## Конфлікти
У листопаді 2016 року стрімінговий сервіс Zvooq звинуватив російську компанію Яндекс в порушенні домовленості про заборону переманювати співробітників і подав позов до суду на $ 29 000 000.